# Lycopodiella inundata
Lycopodiella inundata (L.) Holub, detta anche licopodio inondato, è una specie perenne, sempreverde, della famiglia delle Lycopodiaceae. In Italia la specie è piuttosto rara ed considerata Vulnerabile.

## Morfologia e caratteristiche
La L. inundata è una pianta perenne con portamento strisciante. Ha steli fertili recanti le spore e steli sterili che portano solo foglie.
Lo stelo sterile si ramificata orizzontalmente sul terreno, è lungo da 5 a 25 cm ed ha uno spessore da 0,5 a 1 cm comprese le foglie. Le foglie sono di colore verde chiaro, a forma di ago, disposte a spirale o alternate, lunghe da 3 a 8 mm e spesse non più di 1 mm.
Ci sono generalmente da 1 a 2 steli fertili che si sviluppano verticalmente privi di ramificazioni. Hanno una altezza da 4 a 15 cm compresa la struttura conoidale sulla punta (strobilo) che contiene le spore, e sono spessi circa 3 - 4 mm, comprese le foglie. Il cono al vertice è lungo al massimo 5 cm e spesso 8-10 mm.
Le numerose sporofille sul cono sono fitte e allargate alla base (che contiene lo sporangio globoso), ma per il resto assomigliano alle foglie sterili, e sono a forma lanceolata con la punta acuta.
Le spore hanno un diametro da 40 a 46 µm e maturano da agosto a ottobre.
Pianta diploide.
Numero cromosomico 2n = 156

## Distribuzione e habitat
La diffusione è circumboreale, quindi nelle zone fredde di Europa, Asia ed America del Nord, ad altitudini fino a 2.000 m s.l.m.
L'habitat classico della Lycopodiella inundata sono le torbiere acide, luoghi umidi anche sabbiosi (sponde depressionali dei laghi), zone acquitrinose.
In Italia è presente nelle zone alpine e prealpine e in alcune zone dell'Appennino ligure. Ne sono segnalati ritrovamente in:
- alta Val Genova (Parco naturale Adamello-Brenta);
- torbiere di Danta di Cadore (sito Palù Longo);
- torbiera del Tonale;
- torbiera della Riserva naturale Pian Gembro (Valtellina);
- Parco dell'Aveto;
- Lago Peloso (comune di Pontremoli, Lunigiana)[4]
- Torbiere della Val Sanguigno (Parco delle Orobie Bergamasche)

## Usi
Nessuno conosciuto.

## Nome in altre lingue
- Francia: Lycopode inondé o Lycopode des tourbières
- Svezia: Strandlummer
- Regno Unito: Clubmoss o Marsh Clubmoss
- Finlandia: Konnanlieko
- Rep. Ceca: Plavuňka zaplavovaná